# Olympische Winterspiele 1968/Teilnehmer (Türkei)
| Gelbes Symbol für Goldmedaillen mit stilisierten Olympischen Ringen | Graues Symbol für Silbermedaillen mit stilisierten Olympischen Ringen | Braundes Symbol für Bronzemedaillen mit stilisierten Olympischen Ringen |
| ------------------------------------------------------------------- | --------------------------------------------------------------------- | ----------------------------------------------------------------------- |
| —                                                                   | —                                                                     | —                                                                       |

Die Türkei nahm an den X. Olympischen Winterspielen 1968 im französischen Grenoble mit einer Delegation von elf männlichen Athleten in zwei Disziplinen teil. Ein Medaillengewinn gelang keinem der Athleten.

## Teilnehmer nach Sportarten

### Ski Alpin
Männer
- Burhan Alankuş
Slalom: im Vorlauf ausgeschieden

- Özer Ateşçi
Abfahrt: 67. Platz (2:25,18 min)
Riesenslalom: disqualifiziert
Slalom: im Vorlauf ausgeschieden

- Zeki Erylıdırım
Riesenslalom: 87. Platz (5:06,79 min)

- Mehmet Gökcan
Abfahrt: Rennen nicht beendet

- Ahmet Kıbıl
Riesenslalom: 82. Platz (4:40,23 min)
Slalom: im Vorlauf ausgeschieden

- Bahattin Topal
Abfahrt: Rennen nicht beendet

- Mehmet Yıldırım
Abfahrt: 71. Platz (2:40,79 min)
Riesenslalom: 84. Platz (4:46,86 min)
Slalom: im Vorlauf ausgeschieden

### Skilanglauf
Männer
- Şeref Çınar
15 km: 69. Platz (1:04:12,2 h)
4 × 10 km Staffel: 15. Platz (3:01:52,1 h)

- Naci Öğün
15 km: 71. Platz (1:05:56,4 h)
4 × 10 km Staffel: 15. Platz (3:01:52,1 h)

- Yaşar Ören
15 km: 72. Platz (1:09:03,8 h)
4 × 10 km Staffel: 15. Platz (3:01:52,1 h)

- Rızvan Özbey
15 km: 70. Platz (1:05:02,3 h)
4 × 10 km Staffel: 15. Platz (3:01:52,1 h)